# Championnat de France des rallyes 2004
Navigation
Édition précédente Édition suivante
Redevenu 100 % asphalte et « rouvert » à toutes les catégories, le Championnat de France des rallyes 2004 a vu la victoire finale de Stéphane Sarrazin sur Subaru Impreza WRC. Venu du circuit, il a dû batailler ferme contre les deux anciens champions de France « Asphalte » Alexandre Bengué et Benoît Rousselot tous deux sur Peugeot 206 WRC.

## Réglementation 2004
Voici quelques points principaux de la réglementation 2004 :
- Barème des points :

Il a été revue. Les points sont désormais attribués au scratch et à la classe selon le système suivant :
| Place   | 1er | 2e | 3e | 4e | 5e | 6e | 7e | 8e |
| ------- | --- | -- | -- | -- | -- | -- | -- | -- |
| Général | 10  | 8  | 6  | 5  | 4  | 3  | 2  | 1  |
| Classe  | 10  | 8  | 6  | 5  | 4  | 3  | 2  | 1  |

Sur huit manches, seuls les six meilleurs résultats sont retenus. Il faut être inscrit au championnat pour marquer des points. Les concurrents non-inscrit sont "transparents" en termes de points. Par exemple si le premier "inscrit" termine 3e de classe, il marque les points du premier. Si une classe a moins de cinq partants, les points attribué à celle-ci sont divisés par deux. L'inscription au championnat coute 300 €.
- Véhicules admis :

Autos conformes à la réglementation technique en cours des groupes A/FA (y compris les WRC , Super 1600 et Kit-car) , N/FN, F2000 et GT de série.
- Parcours

Le kilométrage total chronométré doit être égale à 220km à plus ou moins 10 %. Le nombre de passage dans une épreuve spéciale est limité à 3. Un rallye doit être composé d'au minimum 10 épreuves chronométrés.
- Pneumatiques :

Ils sont limités par quota à 14 par rallye.
- Reconnaissances :

Elles sont limités à 3 passages par épreuves chronométrés.

## Rallyes de la saison 2004
| N° | Dates                   | Rallye                    | Vainqueur         | Copilote          | Voiture            |
| 1  | 16 avril-18 avril       | Rallye Lyon-Charbonnières | Alexandre Bengué  | Caroline Escudéro | Peugeot 206 WRC    |
| 2  | 7 mai-9 mai             | Rallye Alsace-Vosges      | Stéphane Sarrazin | Patrick Pivato    | Subaru Impreza WRC |
| 3  | 28 mai-30 mai           | Rallye du Limousin        | Alexandre Bengué  | Caroline Escudéro | Peugeot 206 WRC    |
| 4  | 9 juillet-11 juillet    | Rallye du Rouergue        | Stéphane Sarrazin | Patrick Pivato    | Subaru Impreza WRC |
| 5  | 3 septembre-5 septembre | Rallye du Mont-Blanc      | Stéphane Sarrazin | Patrick Pivato    | Subaru Impreza WRC |
| 6  | 8 octobre-10 octobre    | Rallye du Touquet         | Benoît Rousselot  | Gilles Mondésir   | Peugeot 206 WRC    |
| 7  | 5 novembre-7 novembre   | Critérium des Cévennes    | Alexandre Bengué  | Caroline Escudéro | Peugeot 206 WRC    |
| 8  | 26 novembre-28 novembre | Rallye du Var             | Alexandre Bengué  | Caroline Escudéro | Peugeot 206 WRC    |

## Classement du championnat
| Place | Pilote            | Voiture                          | 1   | 2   | 3   | 4   | 5   | 6   | 7   | 8   | Points |
| ----- | ----------------- | -------------------------------- | --- | --- | --- | --- | --- | --- | --- | --- | ------ |
| 1er   | Stéphane Sarrazin | Subaru Impreza WRC               | 2e  | 1er | 3e  | 1er | 1er | 2e  | 3e  | 2e  | 108    |
| 2e    | Alexandre Bengué  | Peugeot 206 WRC                  | 1er | ab  | 1er | 2e  | ab  | 3e  | 1er | 1er | 108    |
| 3e    | Simon Jean-Joseph | Renault Clio S1600               | 5e  | 3e  |     | 4e  | 4e  | 5e  | 5e  | 4e  | 82     |
| 4e    | Benoît Rousselot  | Peugeot 206 WRC                  |     | 2e  | 2e  | 3e  |     | 1er | 2e  |     | 80     |
| 5e    | Nicolas Bernardi  | Renault Clio S1600               | 4e  | 4e  | 7e  | 6e  | 3e  | 6e  | ab  |     | 73     |
| 6e    | Cédric Robert     | Peugeot 206 S1600                | 11e | 5e  | 4e  | 5e  | 5e  | 8e  | 10e | ab  | 57     |
| 7e    | Eric Lafont       | Peugeot 106 S16 Gr N             | 67e | 30e | 33e | 62e | DQ  | 91e | 87e | ab  | 50     |
| 8e    | Bryan Bouffier    | Peugeot 206 S1600                | ab  | ab  | 5e  | 8e  | 6e  | 7e  | 4e  | ab  | 49     |
| 9e    | Eddie Mercier     | Renault Clio II RS Ragnotti Gr N |     | ab  | 12e | 12e |     | 21e | 13e |     | 44     |
| 9e    | Eddie Mercier     | Renault Clio S1600               |     |     |     |     | 7e  |     |     | 9e  | 44     |
| 10e   | Patrick Henry     | Citroën C2 S1600                 | 8e  | 6e  | 8e  | ab  | 10e | 10e | 7e  | 8e  | 40     |

## Autres championnats/coupes sur asphalte
- Trophée Michelin : 
  - 1er  Patrick Rouillard sur Toyota Celica GT4 avec 36pts
  - 2e  Eddie Mercier sur Renault Clio S1600 avec 35pts
  - 3e  Marc Amourette sur Citroën C2 S1600 avec 30pts

- Championnat de France des Rallyes-Copilotes :
  - 1er  Patrick Pivato avec 108pts
  - 2e  Caroline Escudéro avec 108pts
  - 3e  Jack Boyère avec 86pts

- Renault Clio Cup : 
  - 1er  Franck Amaudru avec 224pts
  - 2e  Frédéric Raynal avec 216pts
  - 3e  Davy Vanneste avec 202pts

- Coupe Peugeot 206 : 
  - 1er  Frédéric Cappuccio avec 105pts
  - 2e  Arnaud Augoyard avec 104pts
  - 3e  Philippe Aragneau avec 99pts

- Challenge Citroën C2 :
  - 1er  Guillaume Canivenq avec 135pts
  - 2e  Jean-Renaud Marchal avec 127pts
  - 2eex  Éric Boreau avec 127pts